# Bartłomiej Grabski
Bartłomiej Rafał Grabski (ur. 5 marca 1970 w Warszawie) – polski urzędnik państwowy, specjalista ds. audytu, w 2007 i ponownie w latach 2015–2018 podsekretarz stanu w Ministerstwie Obrony Narodowej.

## Życiorys
Absolwent Wydziału Dziennikarstwa i Nauk Politycznych oraz Wydziału Prawa i Administracji Uniwersytetu Warszawskiego. Ukończył również studia podyplomowe, w tym Studium Integracji Europejskiej w Krajowej Szkole Administracji Publicznej i École nationale d’administration (2002) i z zakresu rachunkowości finansowej i zarządczej w Szkole Głównej Handlowej. W 2004 zdał egzamin na audytora wewnętrznego w Ministerstwie Finansów, rok później został mianowanym urzędnikiem służby cywilnej. Prowadził wykłady z audytu publicznego w administracji publicznej.
Kierował komisją weryfikacyjną w Fundacji Polsko-Niemieckie Pojednanie. Następnie zatrudniony był jako audytor w Urzędzie do Spraw Kombatantów i Osób Represjonowanych, kierując wydziałem kontroli. Następnie kierował zespołem audytowym w Ministerstwie Gospodarki oraz kontrolą i audytem w Kancelarii Prezydenta RP. 12 marca 2007 powołany na szefa Agencji Mienia Wojskowego. Przez 2 miesiące w roku 2007 był podsekretarzem stanu w Ministerstwie Obrony Narodowej. Od 2009 do 2010 był doradcą szefa Biura Bezpieczeństwa Narodowego. Ponownie piastował stanowisko podsekretarza stanu w MON odpowiedzialnego za kadry od 17 listopada 2015 do 11 stycznia 2018. W latach 2018–2024 pracował w Służbie Kontrwywiadu Wojskowego.
Żonaty, ma dwoje dzieci.